# Cophura pulchella
Cophura pulchella là một loài ruồi trong họ Asilidae. Cophura pulchella được Williston miêu tả năm 1901. Loài này phân bố ở vùng Tân nhiệt đới.